# Éric le Victorieux
Éric VI le Victorieux (vieux norrois : Eiríkr inn sigrsæli, suédois : Erik Segersäll) (945 - ~995), que la tradition dit fils du roi Björn l'Ancien (Gamle) et frère du roi Olof II ou III Björnsson (de la Maison de Munsö), fut roi de Suède de 970 jusqu'à sa mort en 994 ou 995. Il est le premier roi de Suède à propos duquel il y a des informations incontestables.

## Histoire
L'extension de son royaume est inconnue. En plus du cœur de la Suède autour du lac Mälar, il pourrait s'être étendu le long des côtes de la mer Baltique jusqu'au Blekinge. Son territoire d'origine est en Uppland et dans les provinces voisines.
Il pourrait être à l'origine de la fondation de Sigtuna, nouveau centre commercial portuaire de suède qui supplante Fornsigtuna et dont l'essor correspond au déclin de Birka.
Éric VI combat victorieusement une invasion de son neveu Styrbjörn le Fort lors de la bataille de Fýrisvellir, à proximité d'Uppsala. Les textes assurent que le frère d'Éric, Olof Björnsson, serait le père de Styrbjörn le Fort, ce qui relève en revanche du mythe.
Selon le Flateyjarbók, ses succès seraient dus au fait qu'il s'est allié avec les paysans contre la noblesse. Les trouvailles archéologiques montrent d'ailleurs que l'influence de la noblesse a diminué durant la dernière partie du Xe siècle. Il a également probablement introduit le célèbre système scandinave de conscription universelle, connu sous le nom de ledung dans les provinces autour du lac Mälar.
Selon Adam de Brême, Éric s'est allié avec le prince polonais Boleslas pour conquérir le Danemark et en chasser son roi Sven à la barbe fourchue. Il s'auto-proclame roi de Suède et de Danemark, qu'il dirige jusqu'à sa mort qui survient en 994 ou 995. Adam de Brême dit qu'Éric a été baptisé au Danemark, mais est ensuite retourné à son ancienne foi. Il lui donne également Emund II de Suède comme prédécesseur.

## Sagas
Les sagas relatent qu'il était le fils de Björn Erikssonn et qu'il régna avec son frère Olof. Il épousa Sigrid la Fière, dont la légende raconte qu'elle est une fille du célèbre chef viking Skagul Toste, mais qui est en réalité une fille du prince Mieszko Ier de Pologne, et ensuite l'épouse probable de Sven, d'où Knut le Grand. Selon la Eymundar þáttr hrings (en), il se remaria avec Auð, la fille de Håkon Sigurdsson, le jarl de Norvège.
Avant que cela n'arrive, son frère Olof mourut et un nouveau co-roi devait être nommé, mais les Suédois refusèrent que son neveu Styrbjörn le Fort accède à ce poste. Éric donna alors soixante navires à Styrbjörn pour qu'il parte et vive comme un Viking. Styrbjörn serait devenu le chef des Vikings de Jómbsborg et l'allié d'Harald à la Dent bleue, roi de Danemark. Il retourna alors en Suède avec une grande armée danoise qui fut vaincue par Éric à la bataille de Fýrisvellir.
Vers 984, il eut à combattre son neveu Styrbjörn le Fort allié aux Vikings de Jomsborg et aux Danois à la bataille de Fyris. Un conflit prolongé avec le Danemark suivit cet événement.

## Postérité
Une de ses filles, Holmfrid, épousa Svein Håkonsson de Hladir, jarl en Norvège.
De 995 à 1022, son fils Olof Skötkonung lui succéda : il fut le premier roi chrétien de Suède, et le grand-père maternel de la reine de France Anne de Kiev. En effet, le roi Olov fut le père de :
- Astrid (x saint Olav II de Norvège) ; Ingigerd (x Iaroslav de Kiev, d'où entre autres enfants la reine de France Anne) ; Anund Jacob (roi en 1022-1050) ;
- et Emund III Gamle (roi en 1050-60 ; époux d'Astrid Njalsdotter).

Emund III ne laisse qu'une fille, assimilée à Ingamoder, femme de Stenkil Ragnvaldsson. Ce dernier, qui serait donc le gendre d'Emund (mais il pourrait aussi être son neveu ; ou son beau-fils, au sens de fils d'Astrid, issu d'un premier mariage de cette dernière ?), lui succède de 1060 à 1066 environ : il est le fondateur de la Maison de Stenkil, qui dure peu, représentée seulement par ses fils et petits-fils :
- les trois fils de Stenkil sont : - Erik VII Stenkilsson (roi en 1066-67, concurrencé par Éric VIII) ; - Halsten Stenkilsson (roi en 1067-70, père de Philippe, roi en 1105/1110-1118, et d'Inge II le Jeune, roi en 1105/1110-25) ; et - Inge Ier l'Ancien (roi en 1079-84 et 1087-1105/1110 ; père du prince Rögnvald — père d'Ingrid Rögnvaldsdotter — que l'on peut  identifier sans certitude avec Ragnvald Ier Knaphövde de Suède, roi † dès 1125/1126) ;
- Blot-Sweyn alias Sven le Sacrificateur, dernier roi païen de Suède, vient s'intercaler en 1084-87 ; peut-être le beau-frère d'Inge l'Ancien par l'épouse de ce dernier, Hélène/Maer, Mär ou Mö, et peut-être le père de Kol/Erik Årsäll, lui-même père ou grand-père putatif de Sverker l'Ancien ;
- La succession royale de Suède s'établit ensuite jusqu'au XVIe siècle dans les Maisons de Danemark (Magnus Ier, Magnus II), de Sverker (schéma généalogique à cet article), d'Erik, de Folkung, puis de Mecklembourg, de Poméranie, de Bavière-Palatinat et d'Oldenbourg (cf. l'article Erik Magnusson de Suède), des liens du sang avec les anciens souverains suédois existant notamment par les filles d'Inge l'Ancien, ou par Ingigerd, la fille du roi Olof Skötkonung ci-dessus.

## Sources
- (en) Cet article est partiellement ou en totalité issu de l’article de Wikipédia en anglais intitulé « Eric the Victorious » (voir la liste des auteurs).
- (sv) article de Sture Bolin dans Svenskt biografiskt lexikon: Erik Segersäll, consulté le 28 mars 2014.
- (en) site de I.Mladjov  Sweden(Sverige) .